# Кейк-поп
Кейк-поп (англ. cake pop, от cake lollipop — пирожное-леденец) — один из видов кондитерских изделий северо-американской кулинарной традиции XXI века; небольшое бисквитное пирожное в шоколадной глазури на палочке, стилизованное под леденец, чаще всего — шарообразный, иногда — в виде фигурок животных, мультперсонажей, сердечек.
Хотя традиционно для приготовления используются бисквитная крошка или обрезки от шоколадных коржей, в качестве основы могут выступать любые виды выпечки.
Получили популярность в 2008 году благодаря кондитеру из Атланты Энджи Дадли, предложившей рецепт «чупа-чупса из теста» и публиковавшей фотографии в персональном блоге. Позже Дадли выпустила книгу «Кейк-попы: подсказки, советы и рецепты», признанную бестселлером по версии газеты The New York Times. Также необычные десерты появились и на американском телевидении в сериалах «Марта» и в пятом сезоне теледрамы «Во все тяжкие». Кроме того, Дадли вела мастер-классы по приготовлению кейк-попов в сетях крупных американских универмагов, где наглядно показывала процесс создания десерта. Вскоре пирожные появились в сети кофеен Starbucks.
Основная идея — сделать самостоятельным видом десерта небольшие изделия, ранее изготовлявшиеся от случая к случаю из остатков кондитерского производства — размельчённого бисквита, шоколадной крошки (аналогичный десерт в советской и постсоветской традиции — пирожное «Картошка»).

## Приготовление
В основном рецепте за основу берётся готовый бисквитный корж, он крошится на кусочки, которые далее смешиваются с глазурью или расплавленным шоколадом. Из полученной массы формуются шары или другие объёмные формы. Полученный десерт крепится на деревянную или пластиковую палочку, подобно леденцу, охлаждается, и как только смесь затвердеет, украшается. Для оформления может использоваться шоколадная глазурь, топлёный шоколад, различные кондитерские посыпки. Для получения цветных кейк-попов могут быть применены пищевые красители.
Со временем к традиционным шаровидным кейк-попам из бисквитных крошек в глазури холодного приготовления прибавились другие подвиды:
- формовые — делаются из той же традиционной бисквитно-кремовой смеси, отличите в том, что используются формочки (молды) различных фигур и размеров;
- из воздушного риса и маршмеллоу;
- выпеченные — заранее выпеченные при помощи специального оборудования, чаще всего в форме шара;
- вырубные — готовятся с использованием вырубных форм для печенья из готового бисквитного коржа, вырезанное изделие насаживается на палочку и украшается глазурью и посыпкой;
- из сахарного печенья — вылепливаются во время выпечки печенья, пока оно не успело затвердеть и остыть, его крепят на палочки, остывший десерт украшают;
- брауни-поп — выпекаются из шоколада (по рецепту шоколадных пирожных брауни) в формочках или одним пластом с дальнейшим использованием вырубок.

Для промышленного и мелкосерийного производства разработаны аппараты для приготовления кейк-попов.